# Hylotelephium
Genre
Classification phylogénétique
Hylotelephium est un genre de plantes succulentes appartenant à la famille des Crassulaceae.
Le genre Hylotelephium est proche du genre Sedum. Il est originaire de l'hémisphère nord.

## Principales espèces
- Hylotelephium anacampseros (L.) H. Ohba, connu aussi sous le nom de Sedum anacampseros.
- Hylotelephium cauticola (Praeger) H. Ohba
- Hylotelephium ewersii (Ledeb.) H. Ohba
- Hylotelephium maximum (L.) Holub
- Hylotelephium pallescens (Freyn) H. Ohba
- Hylotelephium populifolium (Pall.) H. Ohba, connu aussi sous le nom de Sedum populifolium.
- Hylotelephium pseudospectabile (Praeger) S. H. Fu
- Hylotelephium sieboldii
- Hylotelephium spectabile (Boreau) H. Ohba
- Hylotelephium telephium (L.) H. Ohba, connu aussi sous le nom de Sedum telephium L.
- Hylotelephium viviparum (Maxim.) H. Ohba